# Apolo y Diana (Durero)
Apolo y Diana es un grabado sobre cobre fechado alrededor de 1503-1504, realizado por el artista renacentista alemán Alberto Durero (1471-1528).

## Historia
Apolo y Diana es una composición central en la obra de Durero, que atestigua su temprano interés por el arte del Renacimiento italiano, más particularmente por sus contribuciones al campo de la representación del cuerpo humano.
La obra es también emblemática de la emulación que se suscitó entre Durero y Jacopo de'Barbari, grabando cada uno de ellos una placa dedicada a la pareja fraternal de la mitología antigua donde Apolo aparece de pie, tensando su arco, mientras Diana es acompañada por un ciervo.

## Descripción
Durero sitúa su escena en un ambiente de realidad cotidiana. Diana, casi cansada, aparece sentada en el suelo en un momento de descanso durante una partida de caza; acaricia un ciervo apostado a un nivel más bajo que posa su cabeza sobre su muslo y al que está a punto de alimentar con un manojo de hierba. Está sentada frente al espectador y lo mira. Delante de ella, Apolo de pie acaba de ajustar su arco.

## Análisis
Durero dibuja meticulosamente cada uno de los músculos tensos de su Apolo. Lleva el arco de su espalda al extremo, dibujando una curva que responde a la del arco que el dios comienza a estirar. La referencia a Antonio Pollaiuolo es obvia, ya que el Apolo de Durero está situado a medio camino entre el Hércules y Anteo del Museo de los Uffizi y el Hércules frente a Neso de las colecciones de la Universidad de Yale. 